# John Carson (Schauspieler)
John Carson (* 28. Februar 1927 in Colombo, Ceylon; † 5. November 2016 in Kapstadt, Südafrika) war ein britischer Schauspieler.

## Leben
Carson wurde als Sohn britischer Eltern in Colombo geboren, wo sein Vater auf einer Teeplantage arbeitete. Während des Zweiten Weltkriegs erhielt er seine Schulausbildung in Australien. In den letzten Kriegsjahren leistete er seinen Wehrdienst bei der Flugzeugabwehr. Nach Kriegsende studierte er Rechtswissenschaft am Queen’s College in Oxford und zog anschließend nach Neuseeland, wo er seine ersten Schauspielerfahrungen machte. Nach seiner Rückkehr nach England spielte er zunächst am Theater in Sheffield, bevor er sich auf eine Karriere in Film und Fernsehen konzentrierte. Er spielte ab Mitte der 1950er Jahre kleine Rollen in Low-Budget-Filmen. In den 1960er Jahren trat er in mehreren Hammer-Filmen auf, darunter der Horrorfilm Nächte des Grauens und der Vampirfilm Wie schmeckt das Blut von Dracula? mit Christopher Lee in der Titelrolle. Zudem war er neben Roger Moore im Mystery-Kriminalfilm Ein Mann jagt sich selbst und an der Seite von Kim Basinger in Ich träumte von Afrika zu sehen. 1968 trat er zudem für einige Monate am Broadway auf.
Carson war zudem über sechs Jahrzehnte lang in britischen Fernsehproduktionen zu sehen. Dem deutschsprachigen Fernsehpublikum dürfte er vor allem durch seine Rolle des James More in der populären Miniserie Die Abenteuer des David Balfour bekannt sein. Zudem spielte er Lord Kimberley in fünf Folgen von Shaka Zulu und Ambril in vier Folgen von Doctor Who. Gastrollen hatte er in zahlreichen auch im deutschsprachigen Raum erfolgreichen Serienformaten wie Department S, Mit Schirm, Charme und Melone, Die Profis und Fünf Freunde.
1983 zog er aus Familiengründen nach Südafrika. Dort stand er unter Überwachung der Regierung, da seine zweite Frau Luanshya Greer kontroverse Romane zur Rassentrennung verfasste. 2007 kehrte er für einige Jahre nach England zurück, seine letzten Lebensjahre verbrachte er wieder in Südafrika.
Carson war in zweiter Ehe verheiratet, aus der zwei Kinder hervorgingen. Zudem hatte er weitere vier Kinder aus erster Ehe.

## Filmografie (Auswahl)

### Film
- 1958: Duell mit dem Tod (Intent to Kill)
- 1962: Die sieben Schlüssel (Seven Keys)
- 1962: Flucht aus dem Dunkel (Guns of Darkness)
- 1963: Accidental Death
- 1965: The Night Caller
- 1966: Nächte des Grauens (The Plague of the Zombies)
- 1970: Ein Mann jagt sich selbst (The Man Who Haunted Himself)
- 1970: Wie schmeckt das Blut von Dracula? (Taste the Blood of Dracula)
- 1974: Captain Kronos – Vampirjäger (Captain Kronos – Vampire Hunter)
- 1987: Survivor – Zum Überleben verdammt (Survivor)
- 1987: Traumland Africa (An African Dream)
- 1989: Last Warrior – Tod in der Dämmerung (Coastwatcher)
- 1990: Jenseits der Dunkelheit (Schweitzer)
- 1994: Im Netz der Begierde (Woman of Desire)
- 1998: Operation Delta Force III: Clear Target  (Operation Delta Force 3: Clear Target)
- 2000: Ich träumte von Afrika (I Dreamed of Africa)
- 2008: Doomsday – Tag der Rache (Doomsday)

### Fernsehen
- 1965: Mit Schirm, Charme und Melone (The Avengers)
- 1966: Der Baron (The Baron)
- 1967: Der Mann mit dem Koffer (Man in a Suitcase)
- 1969: The Champions
- 1970: Department S
- 1972: Emma
- 1973, 1974: Thriller
- 1976: Mit Schirm, Charme und Melone (The Avengers)
- 1978: Die Abenteuer des David Balfour (Kidnapped)
- 1978: Die Profis (The Professionals)
- 1978: Fünf Freunde (The Famous Five)
- 1980: Die unglaublichen Geschichten von Roald Dahl (Tales of the Unexpected)
- 1983: Doctor Who
- 1986–1989: Shaka Zulu
- 1999: Die Profis – Die nächste Generation (CI5: The New Professionals)
- 2005: Der Wachsblumenstrauß (Agatha Christie’s Poirot; Fernsehserie, Folge: After the Funeral)
- 2012:Silent Witness
- 2013: Inspector Barnaby (Midsomer Murders)

## Broadway
- 1968: A Day in the Death of Joe Egg